# Anneau d'or de Russie
Ne pas confondre avec la route R132 surnommée Anneau d'Or.

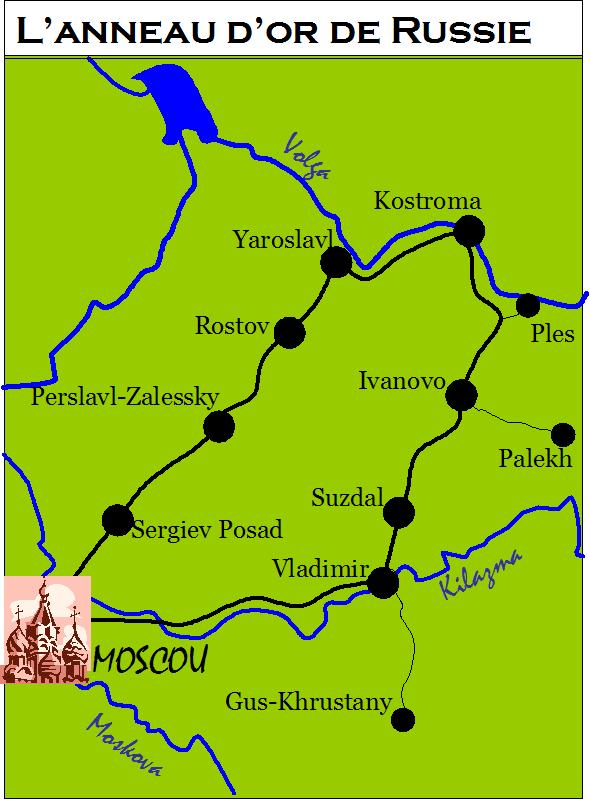
Carte de l'anneau d'or de Russie.

L'anneau d'or (en russe : Золотое кольцо, Zolotoïe koltso) est un espace situé au nord-est de Moscou entre la Volga et la Kliazma et délimité par d'anciennes cités princières :
- Aleksandrov
- Iaroslavl
- Iouriev-Polski
- Ivanovo
- Gous-Khroustalny
- Kostroma
- Mourom
- Pereslavl-Zalesski
- Ples
- Rybinsk
- Rostov Veliki
- Serguiev Possad
- Souzdal
- Ouglitch
- Vladimir

L'anneau d'or est une poche de terre noire particulièrement fertile appelée opolié ce qui veut dire champs (en russe : ополие). Le principal opolié est l'Opolié de Vladimir (ou simplement opolié). L'Opolié a joué un rôle considérable dans le développement économique de la Russie. La richesse des terres explique pourquoi cette zone fut occupée dès le Moyen Âge par les Russes.
Outre cet atout, sa position géographique sur les routes fluviales lui conféra très tôt une position géographique et stratégique de première importance. Au cœur de l’opolié, Vladimir, Pereslavl-Zalesski, Rostov Veliki et Souzdal connurent un essor exceptionnel dont témoignent les nombreux monuments à l'architecture ancienne du XIIe au XVIIe siècle (coupoles aux bulbes étoilés, simples murs blancs passés à la chaux, vastes monuments baroques). Aujourd'hui, la route fédérale R132 dessert l'anneau.
Véritables musées en plein-air, ces villes médiévales gardent la mémoire des évènements les plus importants de l'histoire russe. Les cathédrales et les églises, les couvents, les monastères, et les musées des beaux-arts frappent par leur splendeur et témoignent de la richesse du patrimoine russe.

## Galerie

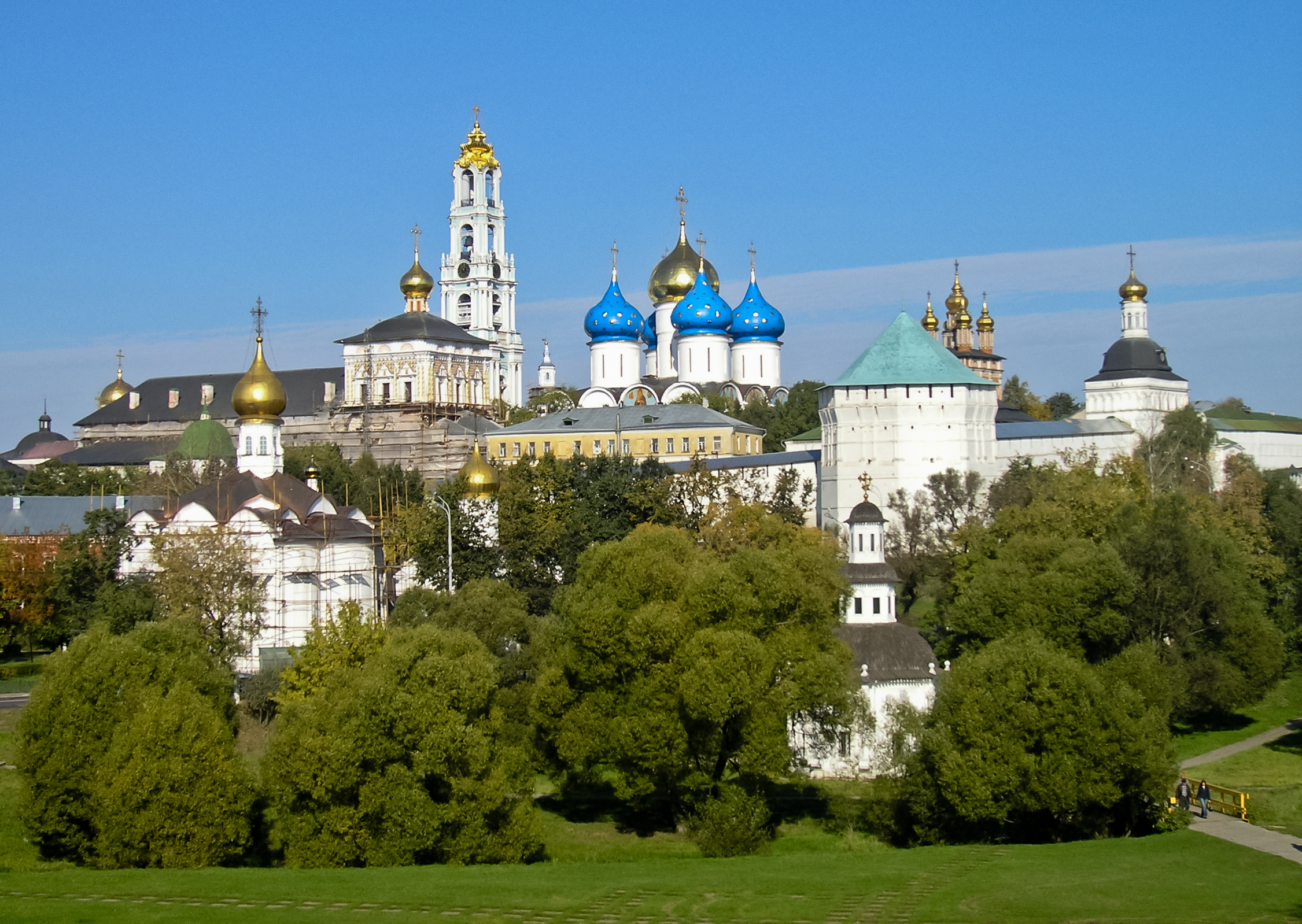
Laure de la Trinité-Saint-Serge.
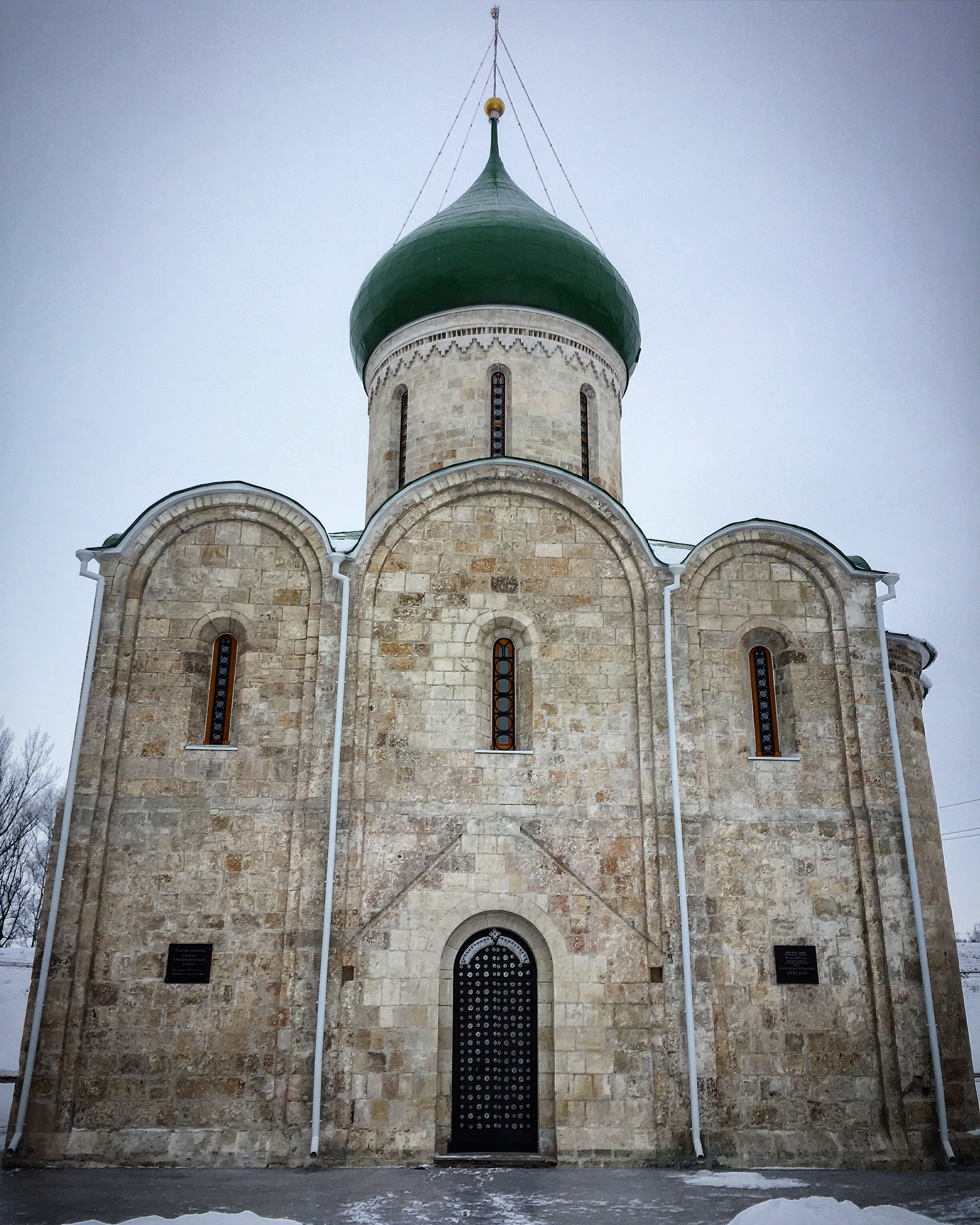
Église de la Transfiguration de Pereslavl-Zalesski (1156).
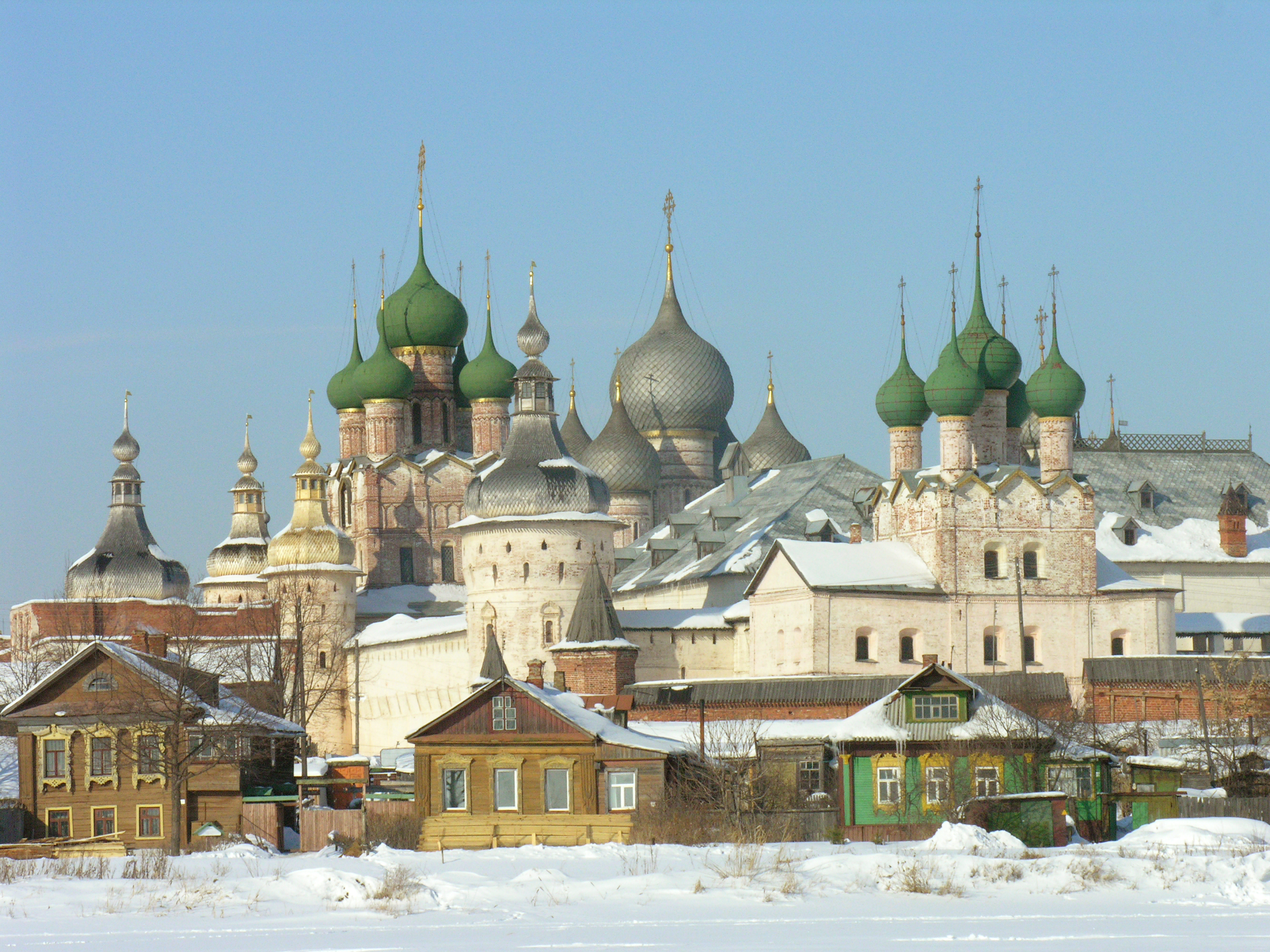
Kremlin de Rostov.
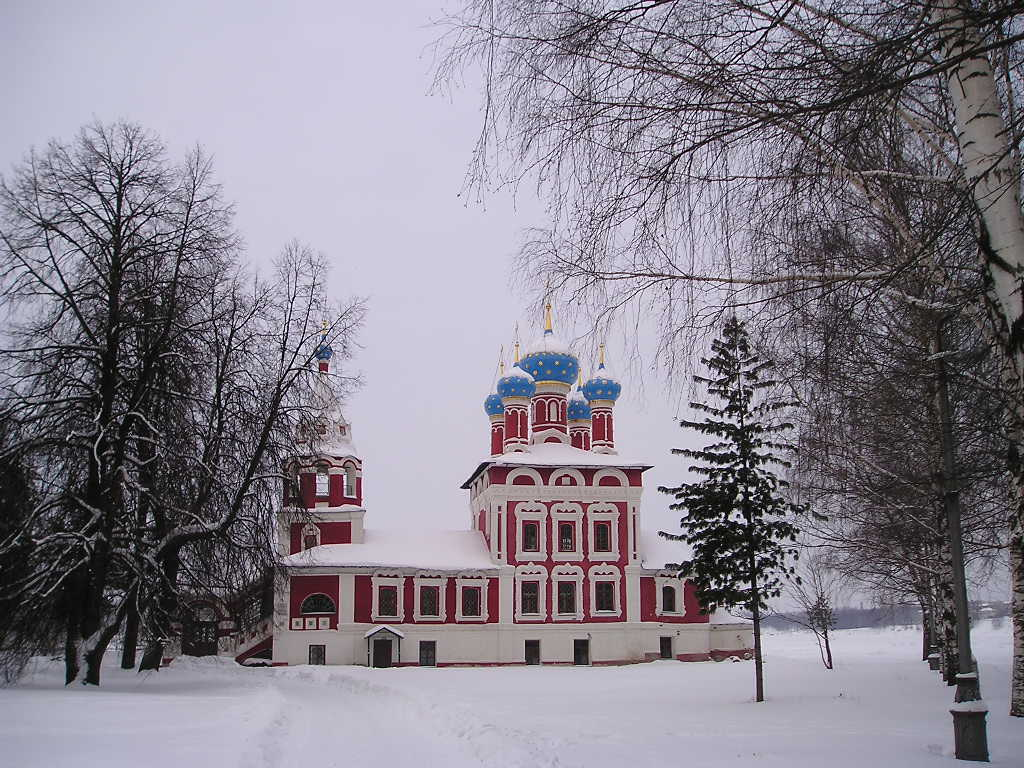
L'église Prince-Dimitri-sur-le-Sang-Versé à Ouglitch.
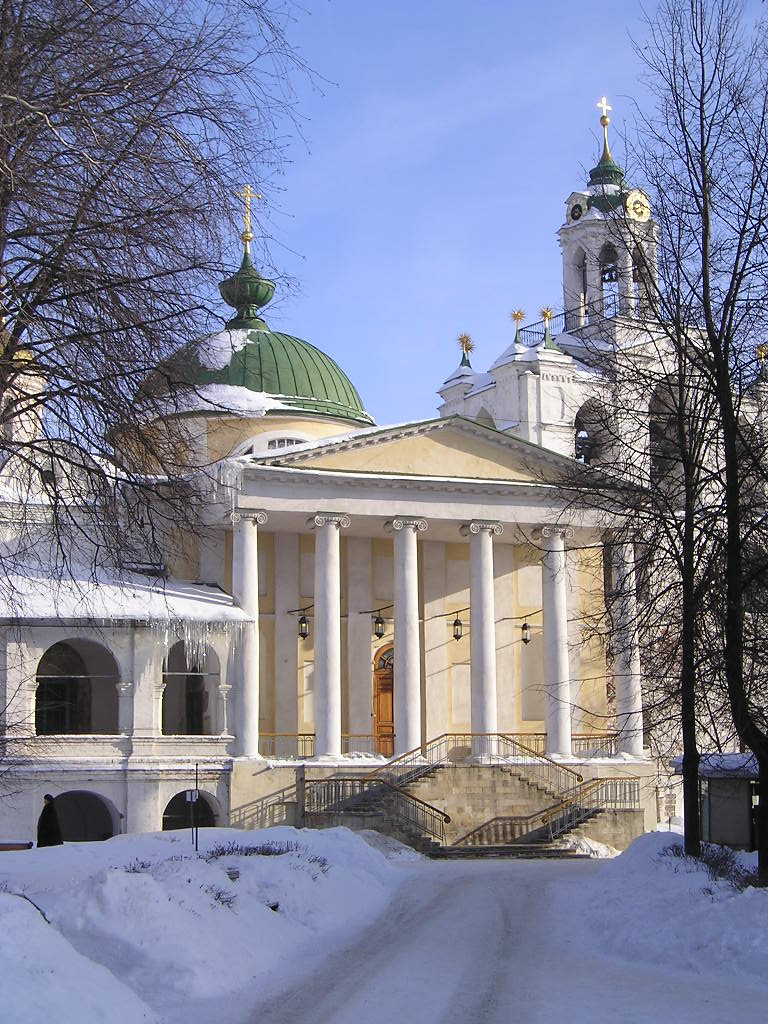
Monastère de la Transfiguration du Sauveur, Iaroslavl.
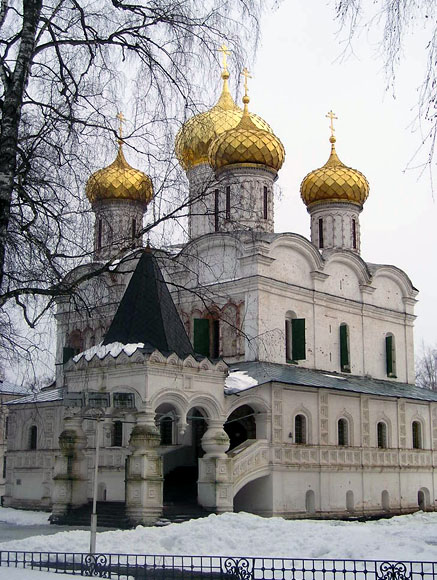
Cathédrale de la Trinité du monastère Ipatiev à Kostroma.
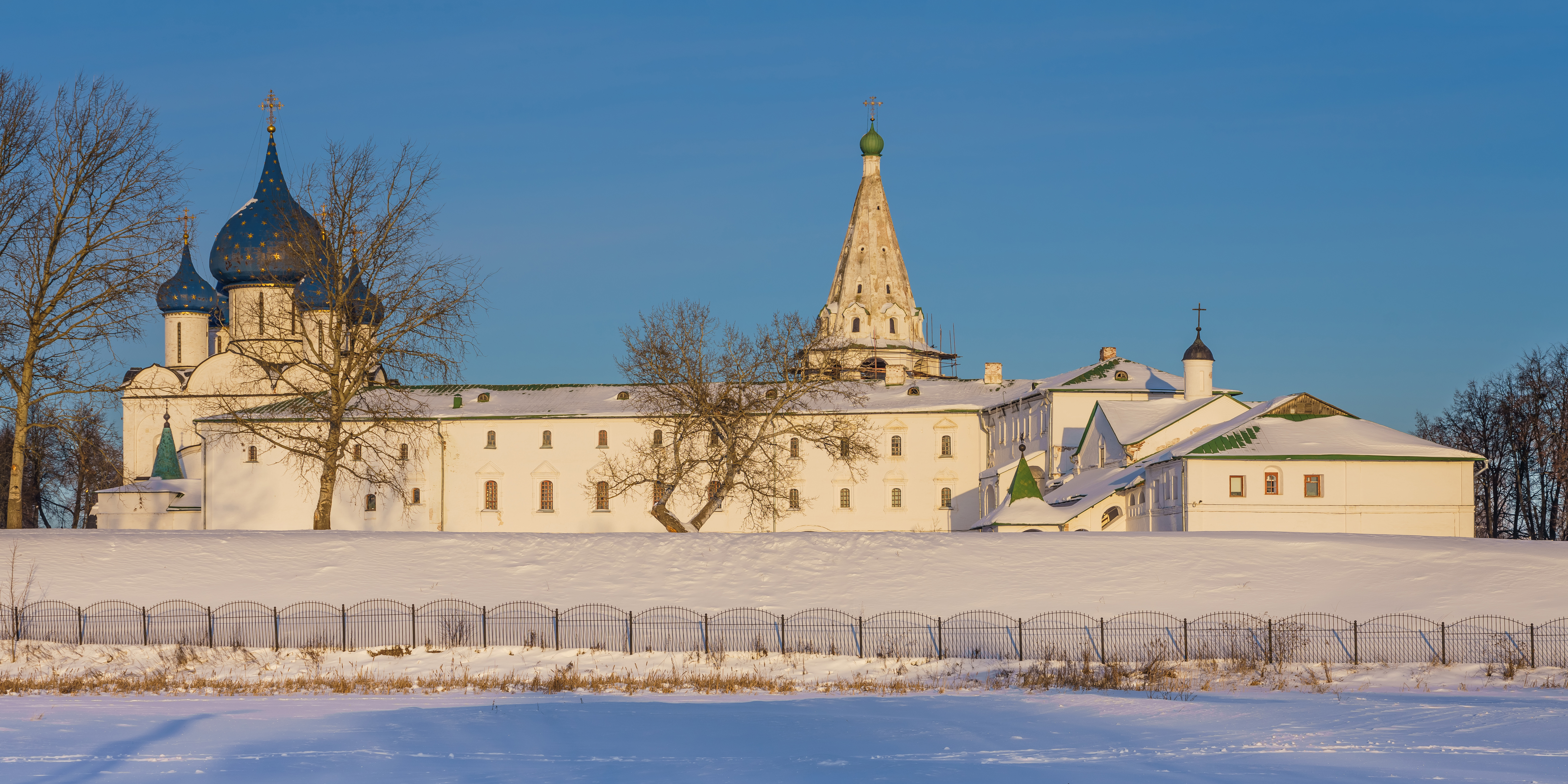
Kremlin de Souzdal.
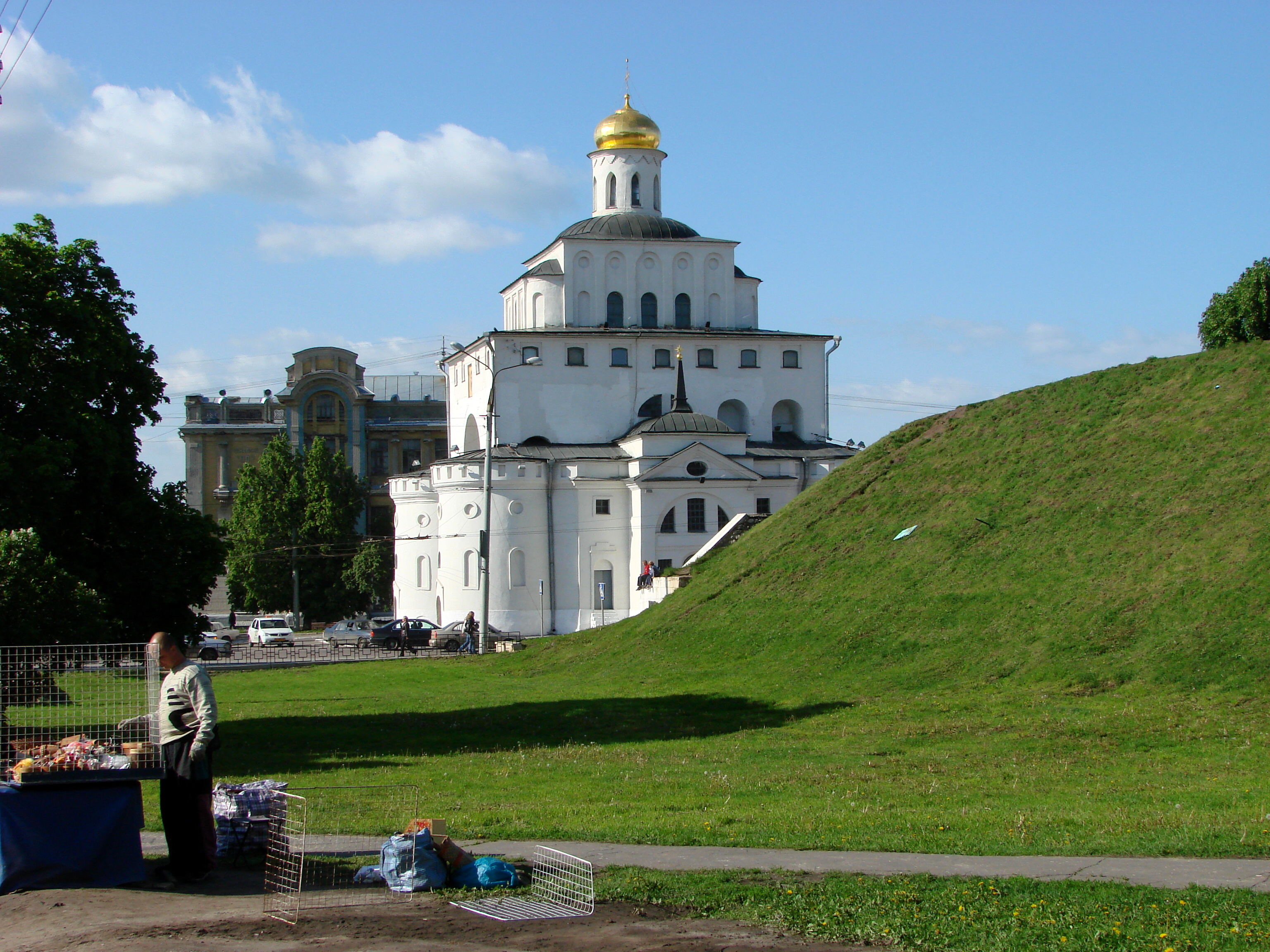
La Porte dorée à Vladimir.